# Run (Awolnation)
Run è il secondo album in studio del gruppo musicale statunitense Awolnation, pubblicato nel 2015.

## Tracce
1. RUN – 4:01
2. Fat Face – 3:33
3. Hollow Moon (Bad Wolf) – 4:18
4. Jailbreak – 4:41
5. Kookseverywhere!!! – 4:07
6. I Am – 4:34
7. Headrest for My Soul – 2:08
8. Dreamers – 2:25
9. Windows – 3:37
10. Holy Roller – 3:58
11. Woman Woman – 3:37
12. Lie Love Live Love – 4:41
13. Like People, Like Plastic – 4:31
14. Drinking Lightning – 5:08
15. Witchita Panama (Released during the "Red Bull 20 Before 16" event) – 3:52
16. RUN (Beautiful Things) (Alternate version of "RUN") – 2:27